# سانتا سوفیا (بویاکا)
سانتا سوفیا (انگلیسی: Santa Sofía, Boyacá) یک منطقهٔ مسکونی در کلمبیا است.